# ASSK
ASSK – є базовою мовою програмування і транслятором для комп'ютера K-202. Це низькорівнева мова, яка працює на рівні машинних інструкцій комп’ютера, а тому в сучасній номенклатурі – асемблером.
У цій мові синтаксис розрізняє такі одиниці:
- елементи вихідного коду, які відображаються у вихідному коді, генеруючи код, який потім поміщається в основну пам'ять:
  - команди з аргументами (символьними та явними)
  - числа та арифметичні вирази
  - тексти
- решта:
  - коментарі
  - директиви.

Алфавіт мови базувався на підмножині символів ISO-7. Числові літерали можуть бути виражені як десяткові чи вісімкові цілі числа, а також як числа з рухомою комою (з операціями над такими числами, що виконуються за допомогою екстракодів). Інші літерали, доступні в мові, є буквено-цифровими параметрами (подібними за своїми властивостями до сучасних рядкових літералів). Був також визначений буквено-цифровий текст, тобто послідовність символів, взята в лапки, яка поміщалася в основну пам’ять, наприклад "літеро-цифровий текст". Ідентифікатори та мітки створювалися за допомогою літер і цифр і вибраних додаткових символів, причому враховувалися лише перші 6 символів. Були доступні основні оператори, зокрема: арифметичні та бітові.
Команди були написані з використанням відповідних кодів з одним або двома аргументами. Аргумент також може бути арифметичним виразом. Можна було використовувати змінні трансляції, тобто змінні, що зберігають значення, визначене на етапі трансляції, і посилання на таку змінну призводило до вставки її поточного значення у вираз. Також можна було звернутися до одного з 7 регістрів цього комп'ютера.
Директиви перекладу, що містяться у вихідному коді, дозволяли контролювати переклад вихідної програми в об'єктний код. Вони також були записані за допомогою відповідних кодів.
Коментарі в АССК діляться на два типи:
регулярні коментарітобто рядок символів, укладених у квадратні дужки (не дозволено використовувати закриваючі квадратні дужки в коментарях), наприклад [коментар]
динамічні коментарірядок символів, укладених у кутові дужки (закриваючу дужку було заборонено використовувати в коментарі), наприклад, <коментар>, такий коментар виводився на пристрій виведення, дозволяв, наприклад, відображати повідомлення для оператора під час процесу перекладу.
Структура програми на мові ASSK базується на блоках, укладених у синтаксичні дужки, які є директивами мови. Базовим блоком програми є блок prog, у якому можна розміщувати макроблоки та сегменти (і макроблоки в них):
```
prog *
  [program]
  seg
    [blok segment]
    macro *
      [blok macro]
    finmacro*
  finseg *
  macro *
    [blok macro]
  finmacro*
finprog *

```